# 16017 Street
16017 Street è un asteroide della fascia principale. Scoperto nel 1999, presenta un'orbita caratterizzata da un semiasse maggiore pari a 2,6106791 au e da un'eccentricità di 0,0839352, inclinata di 1,19194° rispetto all'eclittica.
L'asteroide è dedicato allo studente statunitense Ethan James Street.